# 1952年土拨鼠节热带风暴
1952年土拨鼠节风暴（英語：1952 Groundhog Day Storm）是有纪录以来唯一在二月形成的北大西洋热带气旋。系统起初是2月2日西加勒比海一片同锋区无关的低气压区，成型后快速移动，于次日清晨以烈风强度袭击佛罗里达州西南部。该州部分农作物和输电线缆因狂风受损，但总体灾情尚不严重。进入大西洋上空后，气旋转变成热带风暴，但不久后就于2月4日转变成温带气旋。狂风和大浪致使一艘货轮搁浅，但没有人员因此受伤。风暴之后掠过新英格兰东部，造成少量地区停电，然后又从缅因州附近登陆。整场风暴没有导致人员丧生。

## 气象历史

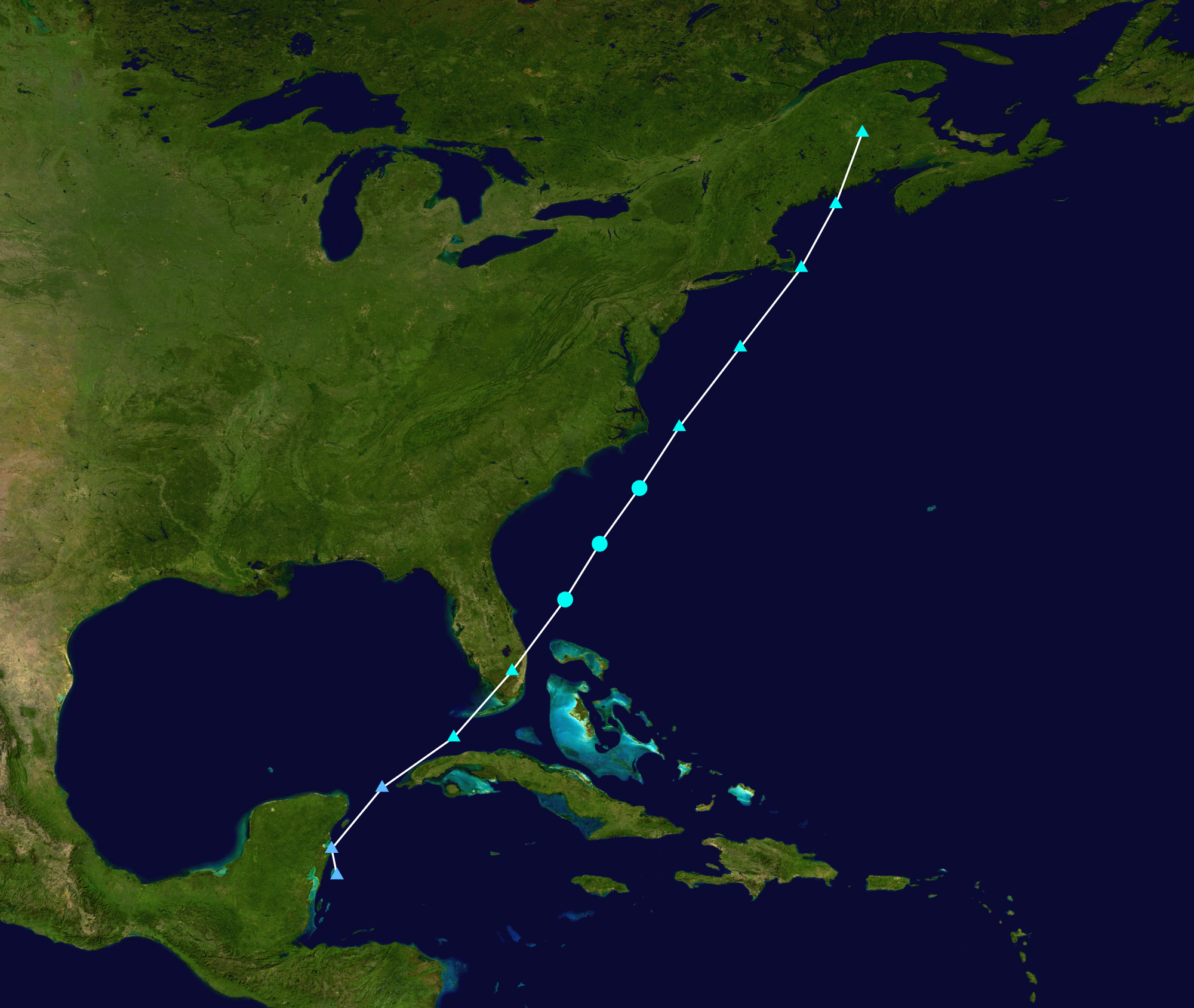
风暴路径

2月2日是北美洲的传统节日土拨鼠节，西加勒比海当天出现一片扰动天气。天气系统快速朝西北偏北方向前进，估计风速在每小时55公里左右。从尤卡坦半岛的坎昆附近经过后，扰动天气转向东北，从古巴西北沿海地区掠过。2月3日清晨，风暴逼近基韦斯特，并且很快就从佛罗里达州沙布尔角（Cape Sable）附近登岸。气旋快速穿过该州，从迈阿密附近掠过后进入大西洋。美国国家气象局驻迈阿密办事处测得110公里的阵风时速，而且持续风速也在热带风暴强度下保持有约四小时，还测得1004毫巴（百帕，29.66英寸汞柱）的气压值。
离开佛罗里达州后，风暴继续快速朝东北移动，并在此期间转变成热带气旋。2月3日晚，气旋达到最大持续风速每小时110公里的最高强度。2月4日，风暴在北卡罗莱纳州近海转变成温带气旋。此时气旋的烈风强度风场从中心向东侧延伸约160公里。当晚，风暴从鳕鱼角上空经过，于2月5日清晨进入缅因州东部。美国国家海洋和大气管理局飓风研究部认为，气旋之后不久就在新不伦瑞克上空失去踪影。但美国国家飓风中心制作的天气图显示风暴继续北上进入圣罗伦斯湾，之后又穿越魁北克东部和拉布拉多。到2月6日时，气旋已再度进入大西洋，最低气压进一步降至988毫巴（百帕，29.18英寸汞柱）。美国国家气象局此时停止追踪风暴，所以其最终动向不明。

## 影响和纪录
佛罗里达州南部的居民和游客对这场罕见的二月风暴猝不及防，当地风速普通达到每小时105公里，对窗户和输电线缆构成破坏。风暴沿途降下50至100毫米雨量，这些不合时宜的降水和大风共同影响，导致迈阿密-戴德县的农作物受损。

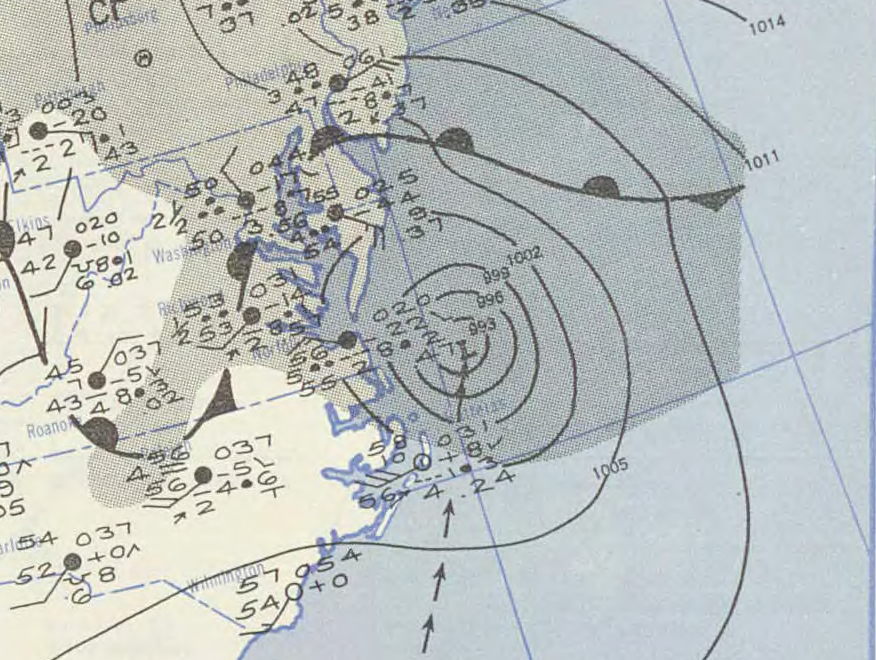
土拨鼠节热带风暴在美国东岸转变成温带风暴后的气压天气图

气旋进入大西洋后，位于迈阿密的美国国家飓风中心向北卡罗莱纳州威尔明顿到哈特拉斯角（Cape Hatteras）之间的沿海地区发布烈风警告，告知当地准备应对狂风来袭。该机构还向南面直至南卡罗莱纳州查尔斯顿间沿海地区发布小型船只公告。风暴在海上的风速达到每小时140公里，激起高达十米的狂浪。狂风巨浪共同影响，导致北卡罗莱纳州外滩群岛近海的一艘货轮在朴茨茅斯（Portsmouth）搁浅，船的发动机因海水混入燃油管道而损坏。26名船员起初打算撤离，但得知美国海岸警卫队已在赶来的路上后决定留上船上等待救援。大浪还令部分船体受创，幸而所有船员全部获救，无人受伤。气旋此后掠过新英格兰并产生阵风、大雾和降雨，还令气温升高。当地部分电线杆倒塌，树枝断裂，有约一万户民居停电。
这场风暴是在上个飓风季结束约三个月后形成，被称为“怪物”。美国国家气象局驻迈阿密首席预报员格雷迪·诺顿（Grady Norton）就称，他也无法肯定这个气旋是如何发展形成的。截至2016年，这依然是有纪录以来在2月形成的唯一一个大西洋热带或亚热带气旋，也是历史上吹袭美国日期最早的热带气旋。由于气象部门起初无法确定风暴结构，所以气旋没有纳入美国国家气象局驻迈阿密办事处的1952年大西洋飓风季总结报告，但之后还是加入到大西洋热带气旋数据库中。如果气象机构在当时的实际操作中就是将之当成热带气旋处理，那么这场风暴应该叫热带风暴艾伯。